# Observatoire de Calar Alto
L'Observatoire de Calar Alto (officiellement appelé Centro Astronómico Hispano en Andalucía, auparavant Centro Astronómico Hispano-Alemán ou Deutsch-Spanisches Astronomisches Zentrum) est un observatoire astronomique appartenant et exploité conjointement par le gouvernement régional d'Andalousie (Junta de Andalucía) depuis 2019 et l'Institut d'astrophysique d'Andalousie, à Grenade, en Espagne. Jusqu'en 2018, l'Institut Max-Planck pour l'astronomie à Heidelberg en Allemagne était copropriétaire du site qu'il a fondé en 1973.
L'observatoire est situé sur le Calar Alto, la plus haute montagne de la Sierra de los Filabres, dans la province d'Almería (Espagne). Le site fut proposé en 1970, et a été inauguré en juillet 1975, avec la mise en service du télescope de 1,23 m de diamètre. Le site se développa grâce à l'étroite collaboration entre les Allemands et les Espagnols. Trois autres télescopes furent ensuite installés : les télescopes de 2,2 m (en 1979) et de 3,5 m (en 1984) ainsi qu'un télescope de Schmidt de 0,8 m (en 2000), tandis que l'observatoire astronomique national espagnol possède un télescope de 1,5 m.

## Astéroïdes découverts
Près d'une centaine d'astéroïdes ont été découverts à Calar Alto par les astronomes Luboš Kohoutek, Kurt Birkle, Ulrich Hopp, Johann Baur, Krisztián Sárneczky, Gyula Szabó, Felix Hormuth et Hermann Boehnhardt. De plus, le Centre des planètes mineures, crédite directement "Calar Alto" de la découverte des astéroïdes numérotés suivants :
| (63429) 2001 MH5        | 21 juin 2001    |
| (94223) 2001 BU53       | 17 janvier 2001 |
| (99258) 2001 MF5        | 21 juin 2001    |
| (124143) Joséluiscorral | 21 juin 2001    |
| (213269) Angelbarbero   | 20 juin 2001    |
| (247170) 2001 BY10      | 16 janvier 2001 |
| (250482) 2004 DF79      | 18 février 2004 |